# Jussi Adler-Olsen
Jussi Adler Olsen (Copenhague, 2 de agosto de 1950 nombre de nacimiento Carl Valdemar Jussi Henry Adler Olsen) es un escritor, editor y empresario danés. Es el autor de la serie de novelas del Departamento Q.

## Biografía

### Nacimiento e infancia
Jussi Adler Olsen es el menor de cuatro hermanos y el único varón. Su padre era Henry Olsen, un experto psiquiatra y sexólogo danés. Su infancia transcurrió, debido a ello, entre varias residencias oficiales de médicos de diversas instituciones psiquiátricas. Estudió medicina, sociología y cinematografía.

### Carrera profesional
Desde 1970 trabajó en diferentes empresas de edición de libros y cómics, en puestos diversos que van desde lector y corrector ortográfico a editor.
En 1984 debutó en el mundo literario, primero como escritor de cómics y traductor y luego como autor de una biografía de Groucho Marx. Su carrera como escritor de ficción comienza en 1997 con La casa del alfabeto. En español comenzó a ser conocido gracias a la publicación, en 2011, del primero de los libros de la serie del Departamento Q, La mujer que arañaba las paredes, protagonizado por un peculiar policía, Carl Mork, y sus también particulares ayudantes.

## Otros intereses
En 1984 compuso, junto con Bent Hesselmann y Ron Goodwin, la música de la película de animación Valhalla. También ha dirigido varias empresas dedicadas a las energías renovables.

## Obras

### Novelas Serie del Departamento Q (Afdeling Q)
1. 2007, La mujer que arañaba las paredes (Kvinden i buret), ed. Maeva, 2011. ISBN 978-84-15140-60-3
2. 2008, Los chicos que cayeron en la trampa (Fasandræberne), ed. Maeva, 2011. ISBN 978-84-15120-30-8
3. 2009, El mensaje que llegó en una botella (Flaskepost fra P), ed. Maeva, 2012. ISBN 978-84-15120-83-4
4. 2010, Expediente 64 (Journal 64), ed. Maeva, 2013. ISBN 978-84-15532-54-5
5. 2012, El efecto Marcus (Marco Effekten, 2012), ed. Maeva, 2015. ISBN 978-84-15893-93-6
6. 2014, Sin límites (Den grænseløse), ed. Maeva, 2016. ISBN 978-84-16363-87-2
7. 2017, Selfies (Selfies), ed. Maeva, 2017. ISBN 978-84-17108-14-4
8. 2019, La víctima 2117 (Offer 2117), ed. Maeva, 2020. ISBN 978-84-17708-85-6
9. 2021, "Cloruro de sodio (Natrium Chlorid)", ed. Maeva, 2022. ISBN 9788419110916
10. 2022, "Siete metros cuadrados (Syv m2 med lås)", ed. Maeva, 2025. ISBN 9788410260566

### Novelas sueltas
- 1997, La casa del alfabeto (Alfabethuset), ed. Planeta, 2008. ISBN 978-84-08057-12-3
- 2002, Firmaknuseren.
- 2006, Washington dekretet.

### Relatos
- 2011, Små Pikante Drab. Publicado en el libro Liv for Liv.

### Cómics y novelas gráficas
- 1985, Dansk tegneserieleksikon - den store Komiklex.

### Libros de no ficción
- 1984, Groucho & Co's groveste. Biografía.
- 1985, Groucho - en Marx Brother bag facaden. Biografía.

## Premios y nominaciones
- 2010,  Premio Harald Mogensen de la Academia Danesa del Crimen por El mensaje que llegó en una botella  como mejor ficción criminal danesa.
- 2010,  Premio Llave de Oro' de la Sociedad Escandinava del Crimen (Skandinaviska Kriminalsällskapet) por El mensaje que llegó en una botella[1]
- 2010, Premio De beste thriller van het jaar 2010' (Mejor thriller del año 2010) por Los chicos que cayeron en la trampa en Holanda
- 2010, Læsernes Bogpris' (Premio de los lectores de libros), del prestigioso periódico danés Berlingske Tidende por El mensaje que llegó en una botella.
- 2011, De Gyldne Laurbær (Premio Laurel de Oro) de la Asociación de Libreros de Dinamarca por Expediente 64.[2]
- 2011, Tercer puesto en Der Leserpreis – die besten Buecher 2011(Premio de los lectores al mejor libro) por El mensaje que llegó en una botella en Alemania.  Es el premio al libro más leído en alemán. Los lectores proponen sus libros preferidos para el premio anual de los lectores.
- 2011, Nominado para el premio Buchliebling 2011 (Libro favorito de 2011) por Los chicos que cayeron en la trampa en Austria. (Quedó en cuarto puesto)
- 2012, Krimi Blitz Award 2011 por El mensaje que llegó en una botella en Alemania. Premiado por Krimi-couch.de por las opiniones de los lectores.[3]
- 2012, Prix du Livre Robinsonnais, categoría Policíacos en Francia, por "La mujer que arañaba las paredes".[4]
- 2012, Danskernes Yndlingsforfatter (Premio al autor danés favorito de los lectores) (Bog & Ide) en Dinamarca.  Por la votación de los lectores de la cadena de librerías Bog & Ide.[5]
- 2012, The Sealed Room Award 2012 por la película Kvinden i Buret (The Keeper of Lost Causes) en Japón. Otorgado por The Sealed Room Club.
- 2012, Grand prix des lectrices de Elle (Gran premio de las lectoras de Elle) en la categoría Policíaco en Francia por La mujer que arañaba las paredes.
- 2012, Premio Barry a la mejor novela de 2012 por La mujer que arañaba las paredes.
- 2012, Finalista del premio Der Leserpreis – die besten Buecher 2012 por Expediente 64 en Alemania. Quedó el séptimo.
- 2013, Danskernes Yndlingsforfatter (Premio al autor danés favorito de los lectores) (Bog & Ide) 2012 en Dinamarca.
- 2013, Årets Lydbog (Audiolibro del año) por El mensaje que llegó en una botella en Suecia.  Premio sueco al mejor audio libro del año para Q3.
- 2013, Plume d'Or. Prix Plume du Thriller international por La mujer que arañaba las paredes en Francia
- 2013, Finalista del premio Der Leserpreis – die besten Buecher 2013 por El efecto Marcus en Alemania.  Quedó el séptimo.
- 2013, Nominado en el año 2013 en el International IMPAC Dublin Literary Award en Irlanda.
- 2013, Prix des Lecteurs catégorie Polar (Premio de los lectores en la categoría policíaco) en Francia - premiado por el libro de bolsillo
- 2013, Martha Prisen 2013 (Bog & Ide - Dinamarca) Por la votación de los lectores de la cadena de librerías Bog & Ide.
- 2014, Coup de cœur de La Griffe Noire (Francia) premiado en el festival del libro de bolsillo Saint-Maur en Poche celebrado el 21 de junio de 2014.
- 2014,  Nominado en el año 2014 al Premio Barry a la mejor novela del año 2014 por El mensaje que llegó en una botella.
- 2014, Le Prix d'honneur Boréales/Région Basse-Normandie du polar nordique por Expediente 64 en Francia. Premiado el 29 de noviembre de 2014 en Caen, Francia.
- 2014/2015, European Crime Fiction Star Award (Ripper Award) 2014/2015. Premiado el 17 de marzo de 2015 en Unna, Alemania.
- 2015, MIMI, dem Krimi-Publikumspreis des deutschen Buchhandels 2015 (Alemania) for El efecto Marcus.
- 2015, Nominado en el año 2015 en el Premio Barry a la mejor novela de 2015 por El efecto Marcus.

## Adaptaciones cinematográficas del Departamento Q
Varios de los libros de la serie del Departamento Q (Afdeling Q) han sido adaptados en una serie de varias películas danesas producidas por Zentropa y protagonizadas por Nikolaj Lie Kaas, como el inspector Carl Mørck, y el actor sueco-libanés Fares Fares como Hafez al-Assad. Este reparto inicial cambió en 2021.
- Misericordia: los casos del Departamento Q. Dirigida por Mikkel Nørgaard y estrenada en 2012, adapta la primera novela de la saga, La mujer que arañaba las paredes.[6] Fue la película más vista en Dinamarca en 2013.
- Profanación: los casos del Departamento Q. De nuevo dirigida por Mikkel Nørgaard y estrenada en 2014, es una adaptación de Los chicos que cayeron en la trampa.[7]
- Redención: los casos del Departamento Q. Dirigida por Hans Petter Moland y estrenada en 2016, la película adapta la novela El mensaje que llegó en una botella.
- Expediente 64: Los casos del departamento Q. Dirigida por Christoffer Boe y estrenada en 2018, es la primera película en mantener el título de su novela homónima: Expediente 64.
- El efecto Marcus: Los casos del departamento Q. Dirigida por Martin Zandvliet y estrenada en 2021, es la adaptación de la novela homónima y la primera película no protagonizada por Nikolaj Lie Kaas.